# Phyllophora retroflexa
Phyllophora retroflexa är en insektsart som beskrevs av Heinrich Hugo Karny 1924. Phyllophora retroflexa ingår i släktet Phyllophora och familjen vårtbitare. Inga underarter finns listade i Catalogue of Life.